# Old Wives Lees
Old Wives Lees – wieś w Anglii, w Kent. Leży 8,2 km od miasta Canterbury, 31,4 km od miasta Maidstone i 79,2 km od Londynu. W 2015 miejscowość liczyła 668 mieszkańców.